# Leonor da Fonseca Pimentel
Leonor da Fonseca Pimentel, conhecida em Itália como Eleonora de Fonseca Pimentel, (Roma, 13 de janeiro de 1752 - Nápoles, 20 de agosto de 1799) foi uma pedagoga, bibliotecária, jornalista, tradutora, poetisa, bióloga e revolucionária jacobina de origem portuguesa, que ficou conhecida como "La Portoghesina di Napoli" ("A Portuguesa de Nápoles")
Foi uma das principais pioneiras do jornalismo político na Europa, ficando também na História por ter defendido os ideais liberais que conduziram à Revolução Jacobina de Nápoles (1797) e à instauração da República Napolitana (1799). Nesse mesmo ano, foi acusada de crime contra o Estado e enforcada na Praça do Mercado de Nápoles. 

## Biografia
Nascida em Roma, Itália, a 13 de Janeiro de 1752, Leonor da Fonseca Pimentel, baptizada como Eleonora Anna Maria Felice de Fonseca Pimentel, era filha de Clemente Henrique da Fonseca Pimentel e de Catarina Lopez de Léon, ambos oriundos de famílias aristocratas portuguesas, com antiga ascendência espanhola, emigrados em Itália, na qualidade de mediadores do conflito, que gerou a expulsão dos Jesuítas de Portugal, entre o então Secretário de Estado dos Negócios Interiores do Reino, o Marquês de Pombal, e a Santa Fé (também denominada de Estados Papais).
Em pequena, "Lenor", como era chamada pela família e amigos, recebeu uma educação esmerada, inicialmente a cargo de preceptoras e mestres como Gaetano Filangieri e Domenico Cirillo ou o seu tio, o abade António Lopez, que a versaram em diversas disciplinas clássicas, como filosofia, história, poesia e várias línguas, tais como o latim, português, francês, italiano e grego, e depois na Academia de Filaleti e na Academia da Arcádia , onde estudou matemática, astronomia e botânica, disciplinas das quais as mulheres eram geralmente afastadas. 
Foi ainda introduzida bastante cedo no ambiente cultural da corte, o que lhe proporcionou o acesso à elite intelectual da época, tornando-se próxima de figuras célebres como o economista Ferdinando Galiani, o jurista e filósofo Gaetano Filangieri e os poetas Antonio Jerocades e Pietro Metastasio , ou ainda Maria Carolina de Hapsburg-Lorraine, arquiduquesa da Áustria e rainha consorte de Nápoles e da Sicília, que lhe ofereceu o cargo de curadora na sua biblioteca.
Apesar de viver longe das suas raízes, Leonor da Fonseca Pimentel, considerava-se "filha de Portugal", e sempre cultivou a língua portuguesa e as suas amizades mantendo correspondência com intelectuais portugueses, como D. Leonor de Almeida Portugal, Marquesa de Alorna , e outras figuras proeminentes no estrangeiro, como Voltaire .
Em 1771, após a morte de sua mãe, Leonor ficou noiva de Miguel Lopez, seu primo em primeiro grau, contudo cinco anos depois, o noivado foi rompido. Seu pai, Clemente da Fonseca Pimentel, arranjou-lhe então como novo pretendente o tenente do Exército Napolitano, Pasquale Tria de Solis, com o qual se casou em 1778, na igreja de Sant'Anna di Palazzo. Em Outubro desse mesmo ano, deu à luz um filho, de nome Francesco, contudo, a criança viria a falecer com apenas oito meses de idade. Em sua memória, Leonor escreveu cinco sonetos. Vitima de maus tratos por parte do seu marido, perderia, nos seguinte anos, mais duas crianças durante a gravidez.
Seis anos depois, vendo a contínua progressão da violência doméstica sofrida pela sua filha, Clemente da Fonseca Pimentel levou o caso ao Tribunal de Nápoles, que tomou uma decisão favorável a seu favor e retirou a autoridade de Solis sobre Leonor, deixando-a regressar a casa de seus pais. Um ano depois, após a morte de seu pai, Leonor da Fonseca Pimentel encontrava-se sozinha e com dificuldades financeiras, levando-a a pedir uma pequena pensão de doze ducados por mês, numa audiência ao rei, o qual a garantiu pelos seus méritos literários e trabalho realizado na biblioteca do reino. Como forma de agradecimento ao rei Fernando IV de Bourbon, escreveu um soneto no qual enaltecia as suas qualidades como regente da comunidade de San Leucio. Começou então a escrever sonetos, cantatas e outras composições literárias para vários eventos e ocasiões, encomendados pelas mais altas figuras da corte napolitana, de modo a conseguir sustentar-se.
Em 1780, tornou-se membro da Academia Real de Ciências e Belas Artes e participou nos salões literários e maçónicos das princesas Marianna Faraja de San Marzano e Giulia Carafa de Traetto di Minervino. 

## Período Revolucionário

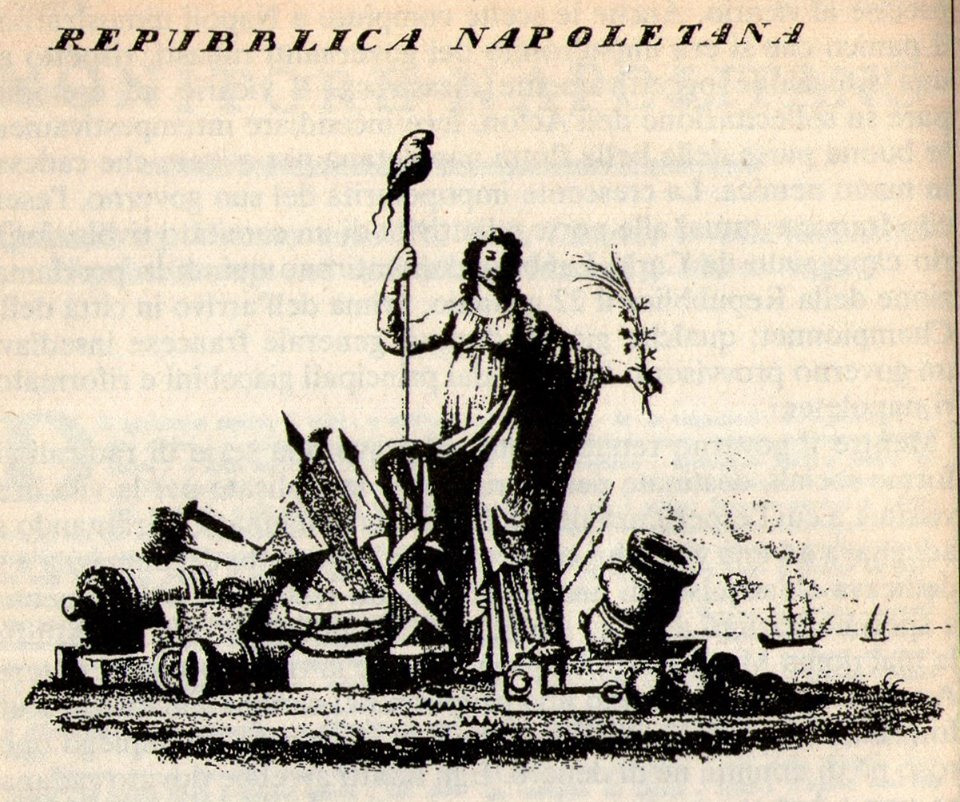
Artigo de celebração pela implementação da República Partenopeia (1799)

Com a chegada da notícia dos desenvolvimentos da Revolução Francesa e, em particular, da morte de Marie Antoinette, o elo forte que existia entre Leonor e a rainha Maria Carolina é interrompido drasticamente. Sentindo-se traída pelos círculos mais próximos, que tinham trabalhado com ela por uma monarquia moderna e agora defendiam os ideais republicanos, a rainha considerava os jacobinos não só responsáveis pela morte da sua irmã, como também "personas non gratas" e um risco para a sua própria sobrevivência.
Encontrando-se bastante desiludida com o actual regime monárquico e constatando as mudanças que ocorriam em França, através de cartas, notícias e relatos de conhecidos que haviam presenciado ou até participado na revolução, Leonor da Fonseca Pimentel torna-se apoiante do movimento Jacobino e adopta os seus ideais revolucionários e republicanos. Segundo a própria, os princípios da "Liberdade, Igualdade e Fraternidade" deveriam ser divulgados, de forma a quebrar as barreiras conservadoras das classes sociais, e proporcionar uma melhoria nas condições de vida do povo, não só em França como além fronteiras, nomeadamente em Nápoles, onde residia. Durante este período, correspondeu e conviveu com diversas figuras proeminentes da época, tais como o almirante francês Latouche Tréville, ou os políticos e revolucionários italianos Carlo Lauberg e Emmanuele De Deo, passando então a ser vigiada pelas autoridades locais.
Durante um jantar, a 6 de Dezembro de 1793, Emmanuele De Deo, com apenas 21 anos, fez um discurso onde ameaçou o rei Fernando IV, apontando uma faca à efígie real. Por este acto, foi aberta uma inquisição e em 9 de maio de 1794, De Deo foi encarcerado juntamente com outras pessoas consideradas suspeitas de pertencerem ao movimento Jacobino. Consequentemente, Leonor da Fonseca Pimentel, foi adicionada à lista de "infractores do Estado" e, nos anos seguintes, foi submetida a constantes buscas domiciliares, retirada do subsídio mensal dado pelo rei e encarcerada em 1798, sem uma acusação formalmente feita ou direito a julgamento, quando encontraram na sua posse uma cópia da Encyclopédie, obra proibida no reino.

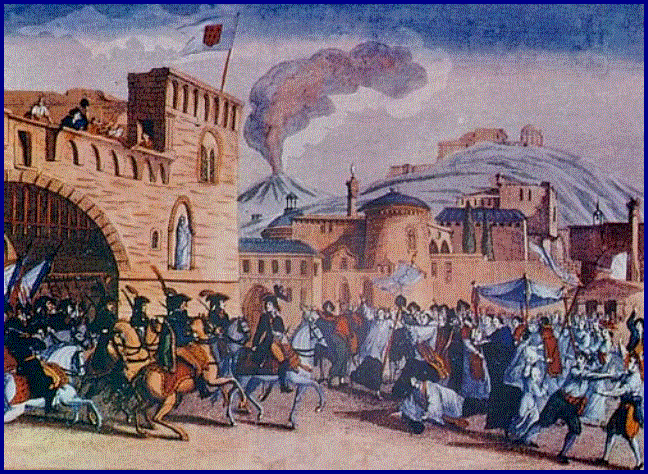
Chegada a Nápoles das tropas francesas, lideradas pelo general Championnet a 23 de janeiro de 1799

Poucos meses depois, em consequência da fuga do rei Fernando IV para a Sicília e da realização de um armistício assinado em Sparanise entre o representante do Reino e o exército francês, que se aproximava de Nápoles, Leonor da Fonseca Pimentel foi libertada pelos "Lazzaroni", um grupo de jovens das classes baixas de Nápoles, juntando-se de seguida aos seus colegas revolucionários que tentavam conquistar a fortaleza do Castel Sant'Elmo para abrirem as portas da cidade às tropas francesas lideradas pelo general Jean Étienne Championnet.
A 23 de janeiro de 1799, Leonor da Fonseca Pimentel participou na formação do Comité Central, recebendo em festa as tropas francesas em Nápoles. Durante a cerimónia de declaração da República Napolitana, também chamada de República Partenopeia, Leonor declamou o poema "Inno alla Libertà" e a 2 de Fevereiro publicou o primeiro número do periódico quinzenal "Il Monitore Napolitano", que funcionou como o jornal oficial da República. Como editora principal, nos seus artigos emergia uma atitude democrática e igualitária, que visava, sobretudo, difundir os ideais republicanos entre o povo e reivindicar direitos básicos como a instrução para todos, ou ainda artigos de crítica e denúncia sobre a família real, os Bourbons, onde os chamava de “tiranos infiéis e imbecis", denunciando também a conduta dos militares franceses em Nápoles quando estes abusavam do seu comando. Ainda na sua primeira edição, Leonor homenageou o "silêncio virtuoso" e a "lealdade a seus companheiros" de Emmanuele De Deo, que havia sido condenado à morte em 1794.
Em junho de 1799, após vários meses de luta contra o movimento de contra-revolução, liderada pelo cardeal Fabrizio Ruffo e com o auxílio das tropas inglesas, russas e turcas, aliadas da família real, a Monarquia regressou novamente a Nápoles, sendo assinado um novo tratado de armistício entre o antigo regime monárquico e o governo republicano que se rendeu. Leonor é então novamente presa e levada para um dos navios ancorados no Golfo de Nápoles, onde os infractores do Estado eram mantidos enquanto aguardavam pelas suas sentenças.

## Julgamento e Sentença
Inicialmente, o Conselho de Estado dos Bourbons tinha decidido poupar os insurgentes republicanos, reconhecendo aos "traidores" e a Leonor um contrato e uma sentença, com os quais o juiz e o condenado renunciaram ao julgamento e o segundo jurava, sob pena de morte, nunca mais regressar ao reino, vivendo o resto da sua vida em exílio. No entanto, três dias depois, o Conselho declarou que tinha cometido um erro, e Leonor foi levada para a prisão do vigário, onde ficou até 17 de Agosto, sendo então condenada à morte. Dos mais de oito mil presos políticos, 99 foram condenados à morte, 500 receberam penas de prisão, sendo 222 deles condenados a prisão perpétua, 288 deportados e 67 exilados. Em textos mais recentes, deve-se a alteração da sentença à intervenção do Almirante Nelson, especulando-se ainda, se a mesma foi realizada a pedido da Rainha Maria Carolina, como vingança pessoal pelos panfletos e artigos escritos por Leonor e outros revolucionários, considerados antes próximos da corte real.
Apelando às suas raízes nobres e ao costume da altura, Leonor da Fonseca Pimentel pediu ao juiz Vincenzo Speciale para morrer por decapitação, em vez de enforcamento, contudo este pedido foi-lhe recusado por ser de raízes portuguesas, e consequentemente, não ser considerada de "nobreza napolitana", tendo ainda perdido quaisquer títulos nobres ao se juntar à causa republicana. Também lhe foi negado o cordão que seria amarrado à orla do seu manto, de modo a que este não se abrisse quando o seu corpo fosse pendurado na forca.
A 20 de Agosto de 1799, foi levada para a Praça do Mercado de Nápoles, onde foi obrigada a assistir à execução de vários compatriotas, entre os quais se destacavam o príncipe Giuliano Colonna, o advogado Vincenzo Lupo, o bispo Michele Natale, o padre Nicola Pacifico e o militar Gennaro Serra di Cassano. Após, subiu para a forca, fez uma saudação aos corpos dos seus antigos companheiros de luta e proferiu a frase em latim, retirada da Eneida, do poeta romano Virgílio: "Forsan et haec olim meminisse juvabit" ("Talvez algum dia nos seja agradável recordar estas coisas"), oferecendo de seguida o seu pescoço ao carrasco.
O seu corpo permaneceu durante um dia inteiro pendurado na Praça do Mercado, sendo depois levado para a igreja de Santa Maria di Costantinopoli, durante uma intensa tempestade. Devido ao complexo clima político da cidade, nenhuma placa foi afixada no local onde foi sepultada, tentando-se apagar qualquer vestígio dos "traidores republicanos". Especula-se que o seu corpo tenha sido enterrado algures dentro do extinto complexo monástico de São Eligio, do qual a igreja fazia parte.

## Homenagens

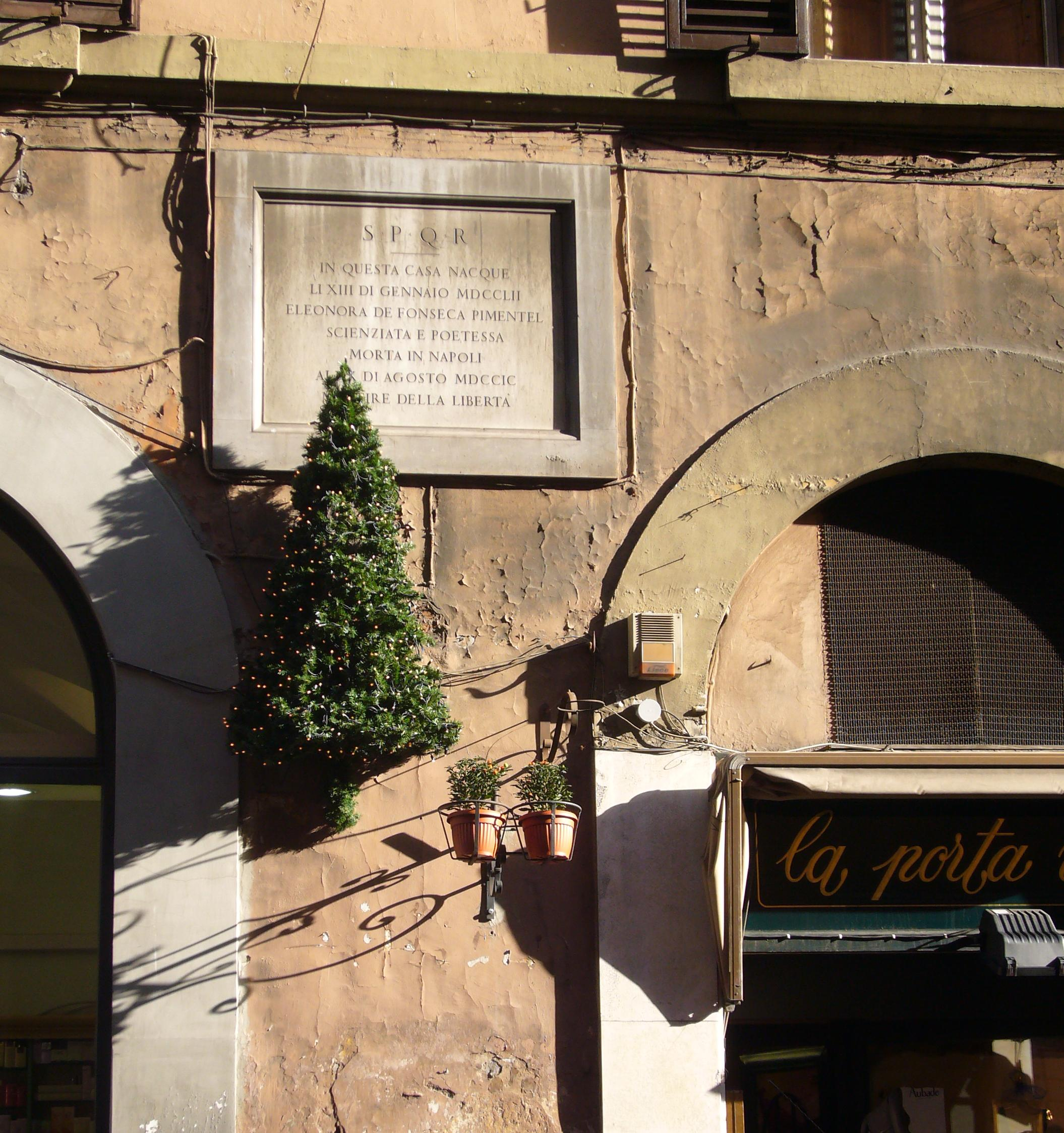
Placa erguida em homenagem a Leonor da Fonseca Pimentel, na casa onde nasceu, em Roma.

Em 1851, o seu nome figurou no livro de grande sucesso "Panteão dos Mártires da Liberdade" de Enrico Parmiani, ao lado de outras referências do pensamento político italiano e companheiros revolucionários de 1797.
Postumamente, foi afixada na fachada da casa onde nasceu, em Roma, uma placa comemorativa e de homenagem à escritora e revolucionária portuguesa.
Em Nápoles, o seu nome foi atribuído a uma escola do Ensino Primário, em homenagem à forma como defendeu o primado da educação.
Na toponímia, o seu nome também figura em diversas localidades italianas, nomeadamente em Milão, Pisa, Nápoles, Florença, Roma, Fondi, Caserta, Casoria, Brusciano, Régio da Emília, Grumo Nevano e Portomaggiore.
Em Portugal, comemorou-se o bicentenário da acção política de Leonor da Fonseca Pimentel, em 1999, numa iniciativa organizada pela Faculdade de Ciências Sociais e Humanas da Universidade Nova de Lisboa e pela Secção de Pedagogia e Filosofia da Universidade de Évora, em colaboração com instituições italianas com sede em Portugal.
Em Itália, em 1999, sobre o bicentenário da sua morte, foi realizada uma edição comemorativa de um selo postal de £.800 (€ 0.41), pelo desenhador G. Milite.
Desde 2015, é realizada a entrega do prémio jornalístico Fonseca Pimentel numa cerimónia organizada pela Câmara Municipal de Nápoles, o Instituto Italiano de Estudos Filosóficos e a associação cultural “Periferie del mondo – Periferia immaginaria”.
Em dezembro de 2019, foi pintado um mural, baseado no poster do filme italiano "Il resto di niente", com Maria de Medeiros no papel principal, em homenagem a Leonor da Fonseca Pimentel, na fachada do antigo e abandonado mercado de Sant'Anna di Palazzo, localizado no Bairro Espanhol de Nápoles. Apesar do sucesso nas redes sociais, a obra realizada pela artista ítalo-espanhola Leticia Mandragora foi publicamente criticada pela Associação Nacional de Arquitectos e Engenheiros Italianos, visto tratar-se de um edifício considerado património, projectado pelo arquitecto Salvatore Bisogni, e constar duma lista de importantes obras arquitectónicas italianas da segunda metade do século XX.

## Algumas Obras Manuscritas e Impressas
Como modo de subsistência, sobretudo após a sua separação de Pasquale Tria de Solis e o falecimento do seu pai Clemence da Fonseca Pimentel, Leonor da Fonseca Pimentel começou a escrever breves sonetos, cantatas, elegias e odes para serem declamados durante eventos com altas figuras da nobreza italiana e estrangeira, geralmente escritos por encomenda. Posteriormente, durante a revolução napolitana escreveu artigos jornalísticos e de crítica social.
- Il Tempio della Gloria (1768) (dedicado ao casamento do rei Fernando IV de Nápoles com Maria Carolina da Áustria) [18]
- La Nascita de Orfeo (1775) (dedicado ao nascimento do príncipe Francisco de Nápoles)
- Soneto à Marquesa de Alorna (não datado)
- Carta a D. Manuel do Cenáculo (não datado)
- Il Trionfo della Virtu (1776) (dedicado ao Marquês de Pombal)
- Sonetti in Morte del Suo Unico Figlio (1779-1784) (dedicado ao seu filho Francesco)
- Ode Elegiaca a un Aborto (1779-1784) (dedicada aos seus filhos, perdidos durante a gravidez)
- Il Vero Omaggio (1779) (agradecimento ao rei Fernando IV de Nápoles pela sua intervenção)
- La Gioia d’Italia (1782) (recepção do príncipe herdeiro da Rússia, Paulo I)
- Il Genio degl' Imperi (1782) (dedicado a Catarina II da Rússia)
- Sonetto Napoletano (c. 1788)
- Sonetti per S. Leucio (1789) (dedicado à família real de Nápoles)
- La Fuga in Egitto (1792) (dedicado a Carlota Joaquina de Bourbon, rainha consorte de Portugal e do Brasil)
- Inno alla Libertà (1799) (dedicado à República Napolitana, e declamado pela própria durante a cerimónia de declaração da República)
- Monitore Napoletano (1799) (periódico quinzenal, 35 edições)

## Adaptações Artísticas

### Cinema
- "A Portuguesa de Nápoles" (1931), filme mudo com direcção e argumento de Henrique Costa e interpretação de Maria do Céu Foz como Leonor da Fonseca Pimentel[19]

- "Il Resto di Niente" (2004), filme baseado no livro homónimo de Enzo Striano, realizado por Antonietta de Lillo e interpretado por Maria de Medeiros como Leonor da Fonseca Pimentel[20]
- "Luisa Sanfelice" (2004), filme baseado no romance La Sanfelice de Alexandre Dumas, realizado por Paolo e Vittorio Taviani, com interpretação de Laetitia Casta no papel principal e Linda Batista como Leonor da Fonseca Pimentel[21]

### Romances
- "La Sanfelice" (1864), romance histórico escrito por Alexandre Dumas[22]
- "As duas flores de sangue" (1875), romance histórico escrito por Manuel Pinheiro Chagas[23]
- "Il Resto di Niente " (1986), romance histórico escrito por Enzo Striano [24]
- "The Volcano Lover: A Romance" (1992), romance histórico escrito por Susan Sontag[25]

### Teatro e Óperas
- "La ristorazione del 1799", drama teatral de Cesare Riccardi (Milão, 1860)
- "Eleonora oratorio drammatico", ópera de Roberto De Simone, estrelado pela actriz Vanessa Redgrave no Teatro San Carlo (Nápoles, 1999)
- "Eleonora Pimentel Fonseca, con civica espansione di cuore" , peça teatral escrita e dirigida por Riccardo de Luca, com Annalisa Renzulli no papel de protagonista, no Palazzo Serra di Cassano (Nápoles, 2017 e novamente em 2019)[26]

### Pintura e Escultura
- "Perquisizione in casa di Eleonora Pimentel Fonseca ", pintura a óleo de Domenico Battaglia (1846)
- "Esecuzione di Eleonora Pimentel e Gennaro Sera di Cassano ", escultura a gesso patinado de Tito Angelini (1860)
- "Eleonora Fonseca Pimentel", estatueta em mármore branco de Odoardo Tabacchi (1867)
- "Eleonora Pimentel Fonseca condotta al patibolo ", pintura a óleo de Giuseppe Boschetto (1869)
- "Eleonora Fonseca-Pimentel saluta i suoi colleghi giustiziati", ilustração de Tancredi Scarpelli para o manual escolar Storia d‘Italia de Paolo Guidici (1929)[27]
- "Eleonora Pimentel", conjunto de 12 litografias de Armando De Stefano (1978)

### Música
- "Donna Eleonora", tema de Eugenio Bennato, incluído no disco "Taranta Power" (1998)
- "O riesto e' niente (Tammurriata per Donna Eleonora Pimentel Fonseca)", tema interpretado pelo Coro Vesuviano no álbum "It's a Girl.... Femmenesagerate!" (2017)